# Cucut pitgrís
El cucut pitgrís (Cacomantis passerinus) és una espècie d'ocell de la família dels cucúlids (Cuculidae) que habita en boscos, matolls i conreus del nord-est del Pakistan i l'Índia.